# Carolina Hurricanes
O Carolina Hurricanes é um time de hóquei no gelo que disputa a NHL. Originalmente fundado em 1972 na World Hockey Association como New England Whalers, situado em Boston, se mudou para a NHL em 1979 com o fim da sua liga. Como a cidade já tinha um time, o Boston Bruins, se mudou para Hartford, Connecticut, atendendo por Hartford Whalers. Desempenhos inconsistentes e queda no público, somado à falta de acordo para construir uma nova arena levaram a uma mudança para Raleigh, Carolina do Norte. O time desde então foi campeão da Copa Stanley em 2006.

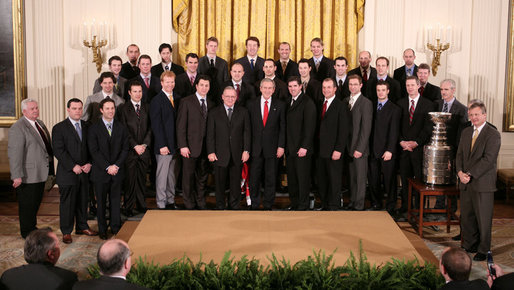
A equipe dos Carolina Hurricanes campeã da Copa Stanley em 2006 sendo recebida por George W. Bush na Casa Branca

## Jogadores Importantes

### Números Aposentados
| Números Aposentados do Carolina Hurricanes |                 |          |                       |                    |
| No.                                        | Jogador         | Posição  | Carreira              | Retirada do número |
| 2                                          | Glen Wesley     | Defesa   | 1994–2003, 2003-2008  | 2009               |
| 9                                          | Gordie Howe     | Atacante | 1976-1980 1           |                    |
| 10                                         | Ron Francis     | Centro   | 1981-19912, 1998–2004 | 2006               |
| 17                                         | Rod Brind'Amour | Centro   | 2000–2010             | 2011               |
| 99 3                                       | Wayne Gretzky   | Centro   | -                     | 2000               |

Notas:
- 1 Número aposentado pelos Whalers, mas nunca usado em Raleigh.[4]
- 2 Período em Hartford.
- 3 Nunca jogou na equipe, número aposentado por todas as equipes da NHL.

### Líderes em Pontos da Franquia
Esses são os dez maiores pontuadores da história do Carolina Hurricanes. Os números são atualizados ao final de cada temporada da NHL. Asteriscos indicam jogadores ainda na equipe.
Note: GP = Jogos, G = Gols, A = Assistências, Pts = Pontos P/G = Pontos por jogo
| Jogador          | POS | GP    | G   | A   | Pts   | P/G  |
| ---------------- | --- | ----- | --- | --- | ----- | ---- |
| Ron Francis      | C   | 1,186 | 382 | 793 | 1,175 | .99  |
| Eric Staal       | C   | 909   | 322 | 453 | 775   | .85  |
| Kevin Dineen     | RW  | 708   | 250 | 294 | 544   | .77  |
| Rod Brind'Amour  | C   | 694   | 174 | 299 | 473   | .68  |
| Jeff O'Neill     | RW  | 673   | 198 | 218 | 416   | .62  |
| Pat Verbeek      | RW  | 433   | 192 | 211 | 403   | .93  |
| Sebastian Aho*   | C   | 445   | 182 | 219 | 401   | .90  |
| Jeff Skinner     | LW  | 579   | 204 | 175 | 379   | .65  |
| Blaine Stoughton | RW  | 357   | 219 | 158 | 377   | 1.06 |
| Geoff Sanderson  | LW  | 479   | 196 | 173 | 369   | .77  |